# Донський Марк Григорович
Марк Григорович Донський (1891, Крустпілс —1938) — радянський державний діяч. Нарком охорони здоров'я Казакської Автономної ССР (1933).

## Життєпис
Народився у родині Гілеля Гіршевича Донського (нар.1867) та Тойби Менделівни Донської (нар. 1869), уродженців Сиротино Вітебського повіту. У 1907—1911 роках працював репетитором у Ризі, був членом осередків Бунду.
У 1911 році закінчив реальне училище в Ризі.
У 1911—1914 студент у Києві, потім студент медичного факультету Цюрихського, Бернського університетів, голова студентського культурного товариства (1913 рік Берн). У 1915—1916 роках — студент медичного факультету, керівник комітету Бунду в Ростові-на-Дону. У 1916—1917 роках студент, керівник комітету Бунду в Юр'єві, член виконкому Юр'ївської ради депутатів трудящих (1917). У 1917—1918 —секретар комітетів Бунду в Ризі та Саратові.
У 1918—1919 роках вів революційну роботу в окупованих німцями Юр'єві та Ризі.
У 1918—1921 роках — старший, головний лікар санітарного поїзда № 3 армії Радянської Латвії, в госпіталі в Ризі, член виконкому Ризького комітету Бунду і керівник його лівого крила, голова головного комітету і редактор газет Комуністичного Бунду Латвії, секретар Центрального правління і видавництва єврейського пролетарського культурного товариства Латвії «Арбетергейм».
У квітні 1921 року був заарештований і висланий з Латвії за комуністичну діяльність, делегат III конгресу Комінтерну від Комуністичної партії Латвії, лікар-інструктор оргвідділу Наркомату охорони здоров'я СРСР.
У 1921—1922 роках — заступник завідувача відділу охорони здоров'я Смоленського губвиконкому — секретар партосередку 142-го окремого батальйону військ ГПУ, 3-ї запасної піхотної школи та будівельного технікуму.
У 1922—1925 роках —завідувач Смоленським (1922—1924) та Іванівським (1924—1925) губернськими відділами охорони здоров'я.
У 1925—1931 роках — завідувач підсекції охорони здоров'я Держплану РРФСР.
У 1931 році — член Президії Держплану РРФСР.
У 1931—1933 роках — заступник наркома охорони здоров'я СРСР.
З липня по вересень 1933 року — нарком охорони здоров'я Казакської Автономної ССР.
У 1933—1937 роках — завідувач Азовсько-Чорноморським крайздравом (Ростов-на-Дону).
Був заарештований 05 липня 1937 року, засуджений виїзною колегією Верховного Суду СРСР 17 червня 1938 року до вищої міри покарання. Реабілітований 12 квітня 1958 року.

## Сім'я
Був одружений, його дружина була лікарем і здобула освіту за кордоном. У сім'ї народилося двоє синів, старший з них — Григорій — став педагогом і був відзначений Державною премією СРСР.